# Synodisk rotationsperiod
Synodisk rotationsperiod eller synodiskt dygn är den tid det tar en himlakropp att rotera ett varv runt sin egen axel, sett från den himlakropp kring vilken den kretsar och är grunden för soltid. Den synodiska rotationsperioden varierar på grund av att de flesta himlakroppars omloppsbanor är mer eller mindre elliptiska.
Det synodiska dygnet skiljer sig från det sideriska dygnet, som är en fullbordad rotation i förhållande till avlägsna stjärnor och är grunden för siderisk tid. Detta skiljer sig från varaktigheten av ett synodiskt dygn eftersom objektets omlopp runt dess moderstjärna skulle utgöra ett enda "dygn" för passage i förhållande till en stjärna, även om objektet inte i sig själv roterade.

## Jordens synodiska dygn
Jordens synodiska dygn är den tid det tar för solen att passera över samma meridian (en longitud) under två på varandra följande dagar, medan ett sideriskt dygn är den tid det tar för en given avlägsen stjärna att passera över en meridian under två på varandra följande dagar så att, till exempel på norra halvklotet, ett synodiskt dygn kan anges som den tid det tar för solen att röra sig från exakt söder (dvs. dess högsta deklination) ena dagen till exakt söder igen påföljande dag (eller exakt norr på södra halvklotet).
För jorden är det synodiska dygnet inte konstant utan förändras under året på grund av excentriciteten i jordens omloppsbana runt solen och jordaxelns lutning. De längsta och kortaste synodiska dygnens varaktigheter skiljer sig åt med ca 51 sekunder. Medellängden är dock 24 timmar (med fluktuationer i storleksordningen millisekunder) och är grunden för soltid. Skillnaden mellan den genomsnittliga och skenbara soltiden är tidsutjämningen, som också kan ses i jordens analemma.
Sett från jorden under året verkar solen långsamt driva längs en imaginär väg koplanar med jordens omloppsbana, känd som ekliptikan, mot en sfärisk bakgrund av till synes fasta stjärnor. Varje synodiskt dygn är denna gradvisa rörelse lite mindre än 1° österut (360° per 365,25 dygn), som en prograd rörelse.
Vissa rymdfarkosters banor är solsynkrona med en omloppsperiod, som är en bråkdel av ett synodiskt dygn. I kombination med en nodal precession, gör detta det möjligt för dem att alltid passera över en plats på jordens yta vid samma medelsoltid.

## Månens synodiska dygn
På grund av tidvattenlåsning med jorden är månens synodiska dygn (måndygn eller synodisk rotationsperiod) densamma som dess synodisk period med jorden och solen (perioden för månfaserna, den synodiska månmånaden, som är månkalenderns månad).

## Venus synodiska dygn
På grund av Venus långsamma rotationshastighet är dess synodiska rotationsperiod på 117 jorddygn ungefär hälften så lång som dess sideriska rotationsperiod (sideriska dygn) och även dess omloppsperiod.

## Merkurius synodiska dygn
På grund av Merkurius långsamma rotationshastighet och snabba omlopp kring solen är dess synodiska rotationsperiod på 176 jorddygn tre gånger längre än dess sideriska rotationsperiod (sideriska dygn) och dubbelt så lång som dess omloppsperiod.